# Leningradskij rok-klub

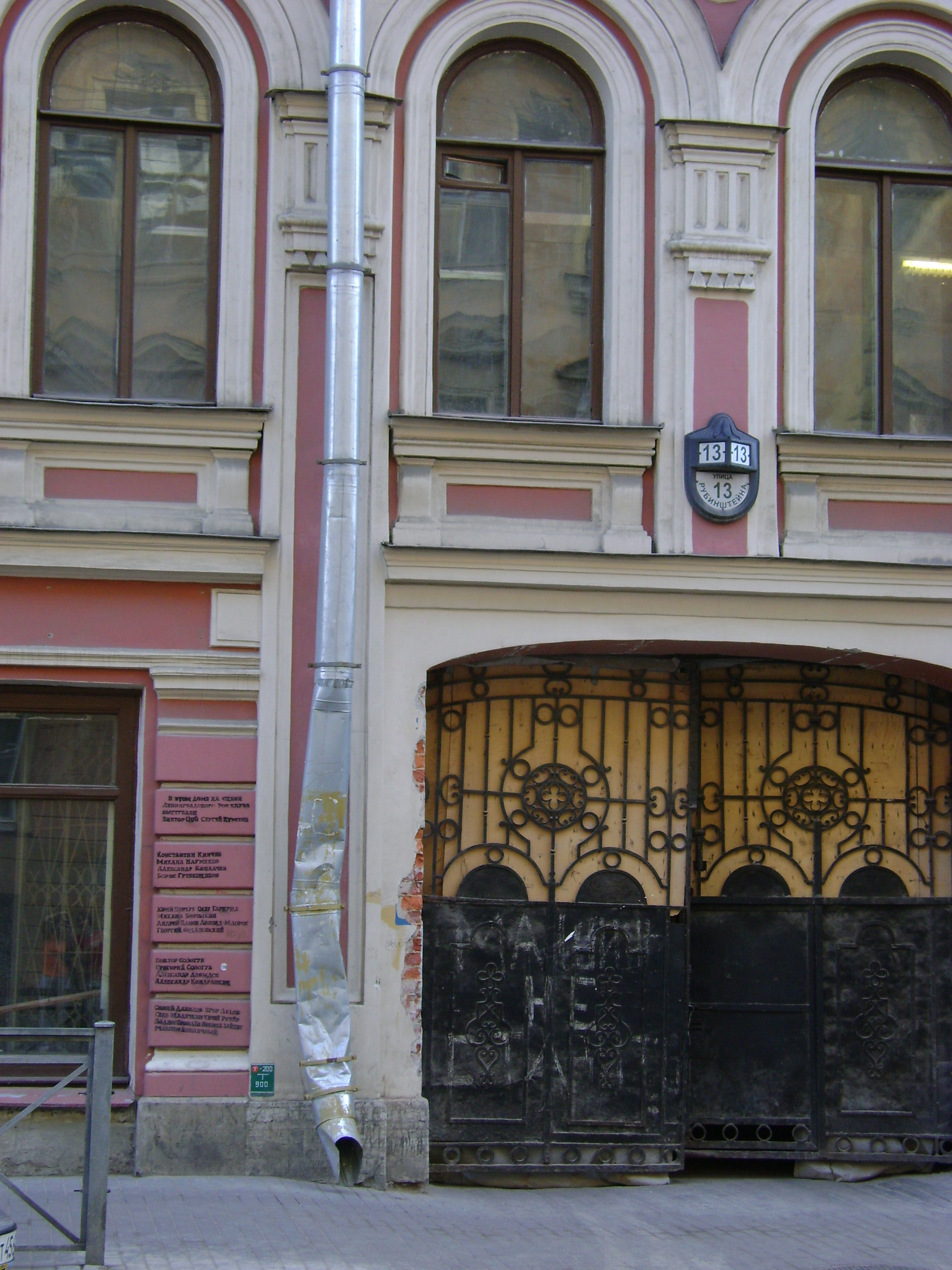
La sede dell'ex Leningradskij rok-klub, San Pietroburgo.

Il Leningradskij rok-klub (in russo: Ленинградский рок-клуб?), noto anche come Leningrad Rock Club, era un locale degli anni Ottanta situato nel centro di Leningrado, nella ulica Rubinštejna 13.
Inaugurato nel 1981 sotto la supervisione del KGB e del Komsomol, fu il primo club legale di Leningrado dedicato alla musica rock, diventando presto il principale centro della scena rock nell'Unione Sovietica. Qui si esibirono numerose band di rilievo, tra cui Televizor, Kino, Alisa, Akvarium, Zoopark, Strannye igry, Piknik, Avtomatičeskie udovletvoriteli, DDT, NEP e Graždanskaja Oborona.
Il club ebbe un'influenza significativa sulla musica rock sovietica, ispirando la nascita di club simili in tutto il Paese, dalle grandi città ai villaggi. Tra i più celebri si ricordano la Moskovskaja rok-laboratorija ed il Sverdlovskij rok-klub.

## Storia
Leningrado fu a lungo un centro nevralgico della musica rock nell'Unione Sovietica, probabilmente grazie alla sua vicinanza geografica alla Finlandia, che facilitava l'accesso alla musica occidentale. Già dal 1973 si tentarono vari esperimenti per fondare rock club nel territorio sovietico, ma senza successo.

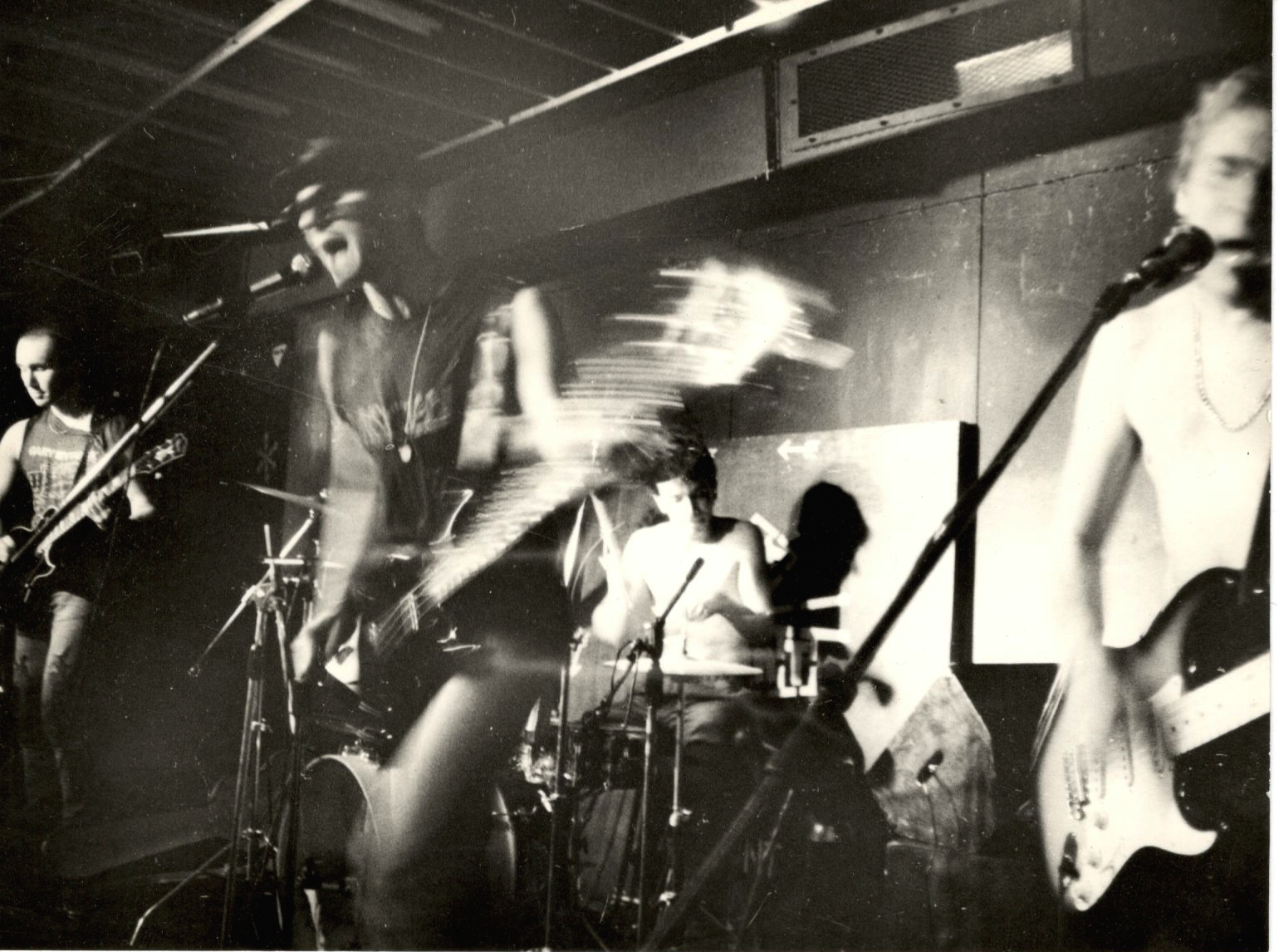
Esibizione del gruppo Igry, fine anni ottanta.

Il Leningradskij rok-klub venne fondato nel 1981, durante il governo di Leonid Brežnev, con l'intento iniziale di organizzarlo sul modello dell'Unione dei compositori sovietici. Tuttavia, la censura impose limiti alle band per evitare la produzione di opere considerate troppo controverse. Nonostante ciò, il club divenne un luogo di incontro per musicisti, dove potevano esibirsi e discutere della loro musica, offrendo una libertà creativa senza precedenti e contribuendo in modo significativo alla rivoluzione rock russa.

Per gran parte della sua esistenza, il club impose restrizioni sulle band ammesse a esibirsi, e i gruppi dovevano superare delle audizioni di fronte a una commissione. Il club organizzava anche seminari sull'estetica e poesia rock e sullo studio della ritmica.
Il Leningradskij rok-klub era attivo nell'organizzazione di concerti e festival. I gruppi, secondo una consuetudine non scritta, erano tenute a presentare sempre un nuovo repertorio al pubblico e alla giuria. Il primo festival del club si tenne nel 1983 e, da quel momento fino alla chiusura del club, si svolse ogni anno. Fu proprio in quel periodo che il club aprì le porte a gruppi come Kino, Alisa, Televizor e Pop-Mechanika. Aleksandr Žitinskij, frequentatore assiduo dei festival, pubblicava articoli sulla rivista Avrora.
Il club era sorvegliato dal KGB e dal Komsomol. Tuttavia, secondo Žitinskij e Nikolaj Michajlov (presidente storico del club), i funzionari del KGB "non esercitavano molta pressione". Anche Georgij Gunickij osservò che "i rockers si rivelarono un pubblico del tutto imprevedibile. Il KGB continuava a supervisionare il club in modo superficiale, ma i rapporti risultavano comunque positivi". Dalla metà degli anni ottanta, il controllo sul Leningrad Rock Club iniziò a diminuire, e quei gruppi che in precedenza erano stati esclusi per ragioni ideologiche furono ammessi al club.
Nel 1988, gli Scorpions si esibirono al Leningradskij rok-klub. Tra il 1989 e il 1991, il club riuscì a organizzare due importanti eventi promozionali. Nel 1989, partecipò al movimento internazionale "Next-stop Rock'n'Roll", che aveva l'obiettivo di unire i giovani sovietici con quelli di Danimarca, Svezia, Norvegia, Groenlandia e Islanda. In occasione di questa collaborazione, venne pubblicato un doppio album dal vivo, Next-stop Rock'n'Roll Laika, con la partecipazione di band sovietiche e danesi.
Nel 1991, si tenne il festival per il decimo anniversario del club, ma quello stesso anno il Leningrad Rock Club chiuse definitivamente.

## Influenza
Il Leningradskij rok-klub aprì le porte a una nuova forma di musica occidentale in Unione Sovietica, contribuendo alla nascita dell'industria rock nel territorio sovietico. Grazie al club, molti artisti iniziarono a organizzare tour, apparire in televisione e ottenere la trasmissione delle loro canzoni alla radio.

Tuttavia, alcuni musicisti rifiutarono la fama e il successo che il club aveva portato loro. Boris Grebenščikov del gruppo Akvarium dichiarò in un'intervista al The New York Times: "Siamo diventati così ufficiali e così radicati nel cuore della gente che ora i nostri vecchi sostenitori non si fidano più di noi. Nessuno crede che il sistema sia cambiato. Pensano che siamo cambiati noi."  Il Leningradskij rok-klub era visto da alcuni artisti come un segno di sottomissione al governo sovietico. Aleksandr Gradskij, compositore, polistrumentista e pioniere della musica rock in Russia, espresse questa opinione in un'intervista rilasciata alla rivista Rumba nel 1989.
Tra gli artisti legati al Leningradskij rok-klub vi sono Viktor Coj, Mitja Kuznecov e Viktor Sologub.

## Critica
Dmitrij Naumov del gruppo Birtman: